# Manuscrits du Yinqueshan
Les manuscrits du Yinqueshan (chinois simplifié : 银雀山汉简 ; chinois traditionnel : 銀雀山漢簡 ; pinyin : Yínquèshān Hànjiǎn) ont été découverts le 10 avril 1972 à Yinqueshan (银雀山), au sud-est de la ville de Linyi, dans la province de Shandong. Dans une tombe ont été découvertes 4942 textes en lamelles de bambou contenant des textes militaires et sur la divination, certains connus et d'autres inconnus jusqu'alors. Certains textes sont similaires à l'encyclopédie Guanzi ou aux textes de Mozi. La tombe fut identifiée comme celle d'un officier nommé Sima. 
La même année, une deuxième tombe est mise au jour, qui contient 32 textes en lamelles de bambou, dont un calendrier de l'année 134 av. J.-C.. 

## Contenu

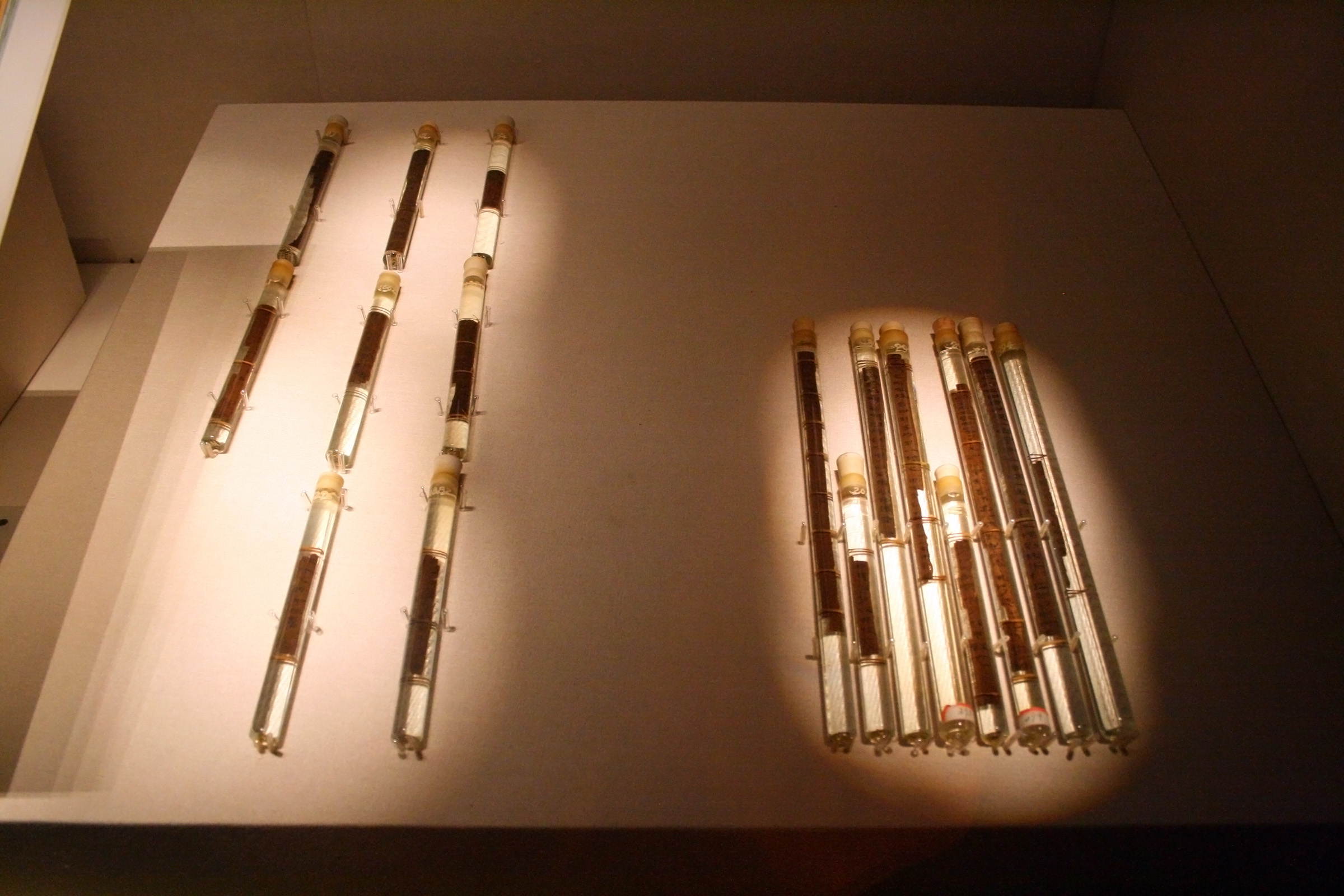
Fragments de l'Art de la guerre de Sunzi, trouvés dans les tombes.

| Groupe | Chinois                           | Traduction                                                                              | ##      |
| ------ | --------------------------------- | --------------------------------------------------------------------------------------- | ------- |
| 01     | 孫子兵法 （十三篇殘文；佚文五篇） | L'Art de la guerre du Maître Sun (Sunzi bingfa) (13 chapitres et 5 chapitres attribués) | 001-018 |
| 02     | 孫臏兵法 （十六篇）               | L'Art de la guerre (Sun Bin bingfa) (16 chapitres)                                      | 019-034 |
| 03     | 尉繚子 （五篇）                   | Wei Liaozi (zh) (5 chapitres)                                                           | 035-039 |
| 04     | 晏子 (晏子春秋) （十六篇）        | Yanzi (ou Yanzi chunqiu) (16 chapitres)                                                 | 040-055 |
| 05     | 六韜 （七篇殘文；傳本佚文七篇）   | Six Stratégies (Liutao) (7 originaux et 1 chapitre attribué)                            | 056-069 |
| 06     | 守法 守令十三篇 （十篇）          | Maintien de la Paix et de l'Ordre Shoufa, Shoubing (10 chapitres)                       | 070-079 |
| 07     | 論政論兵之類 （五十篇）           | Discours sur la Politique et la Guerre, etc. (Zhenglun, Zhengbing) (50 chapitres)       | 080-129 |
| 08     | 陰陽時令占候之類 （十二篇）       | Yin Yang et de la Divination, etc. (Yinyang, Shiling, Zhanhou) (12 chapitres)           | 130-141 |
| 09     | 其他之類 （十三篇）               | d'autres, etc. (13 chapitres)                                                           | 142-154 |

## Liens
- Yinque shan Hanmu zhujian (banque de données)
- Enno Giele: Early Chinese Manuscripts
- Hermann Kogelschatz: Vorlesungskommentar: Dem Vergessen entrissen.   Neuere archäologische Textfunde in China.
- Joachim Gentz: Bibliographie zu Grabtexten.  17  juin 1998.